# Ormosia nubipennis
Ormosia nubipennis är en tvåvingeart som först beskrevs av Camillo Rondani 1856.  Ormosia nubipennis ingår i släktet Ormosia och familjen småharkrankar. Inga underarter finns listade i Catalogue of Life.